# 6月24日
6月24日（ろくがつにじゅうよっか）は、グレゴリオ暦で年始から175日目（閏年では176日目）にあたり、年末まであと190日ある。

## できごと

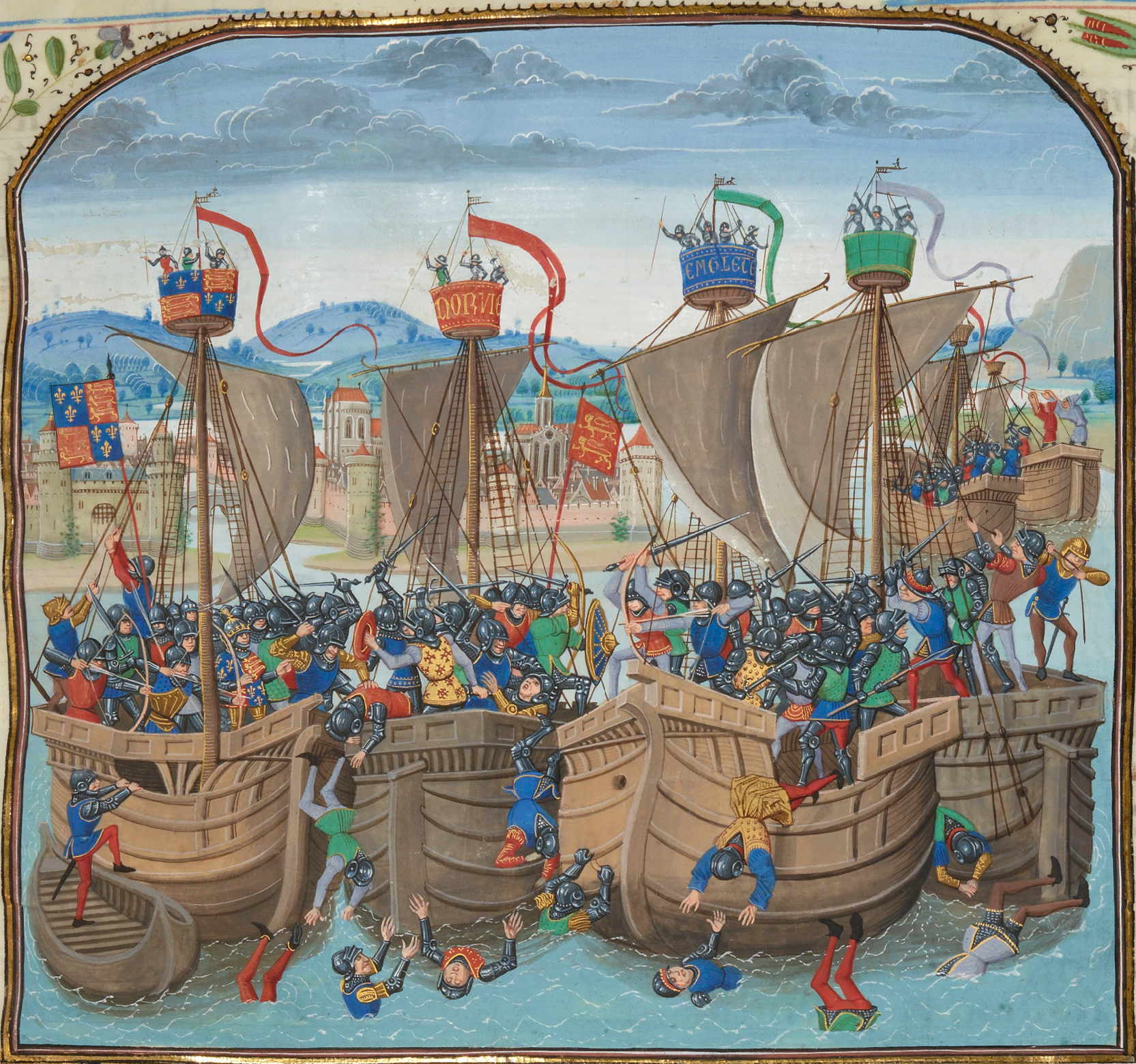
スロイスの海戦(1340)

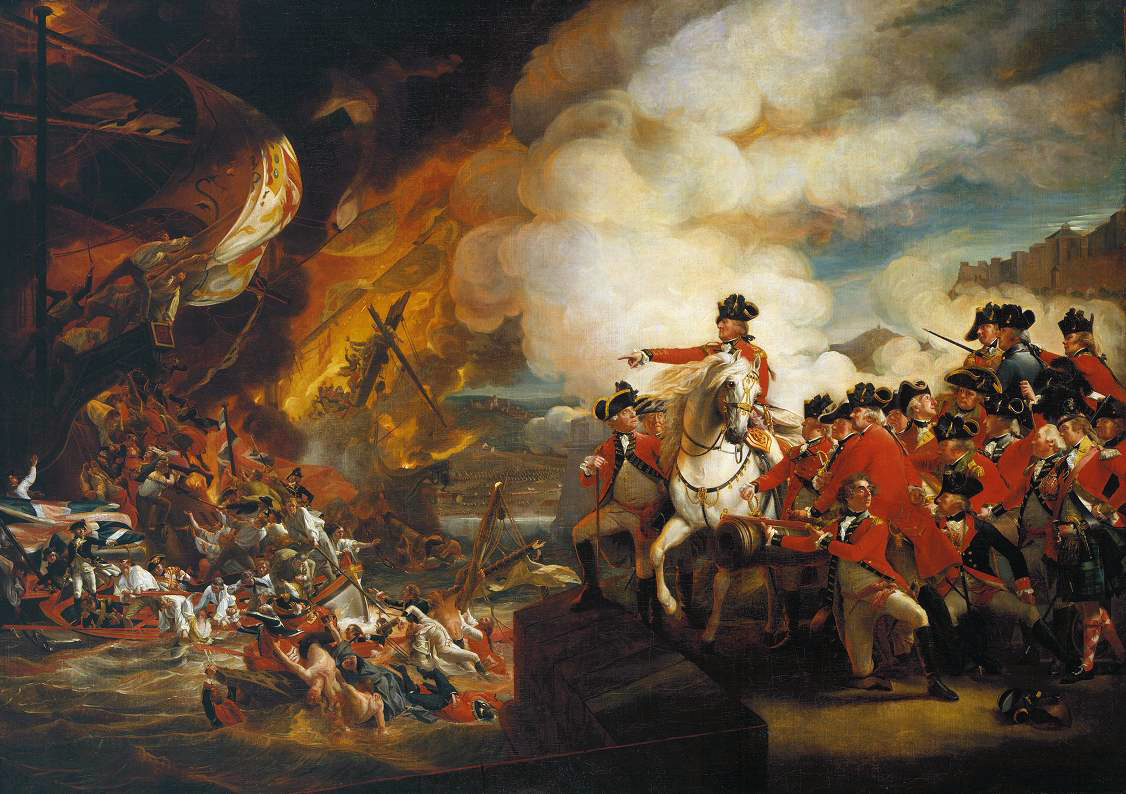
アメリカ独立戦争、ジブラルタル包囲戦はじまる(1779)。画像は9月の様子

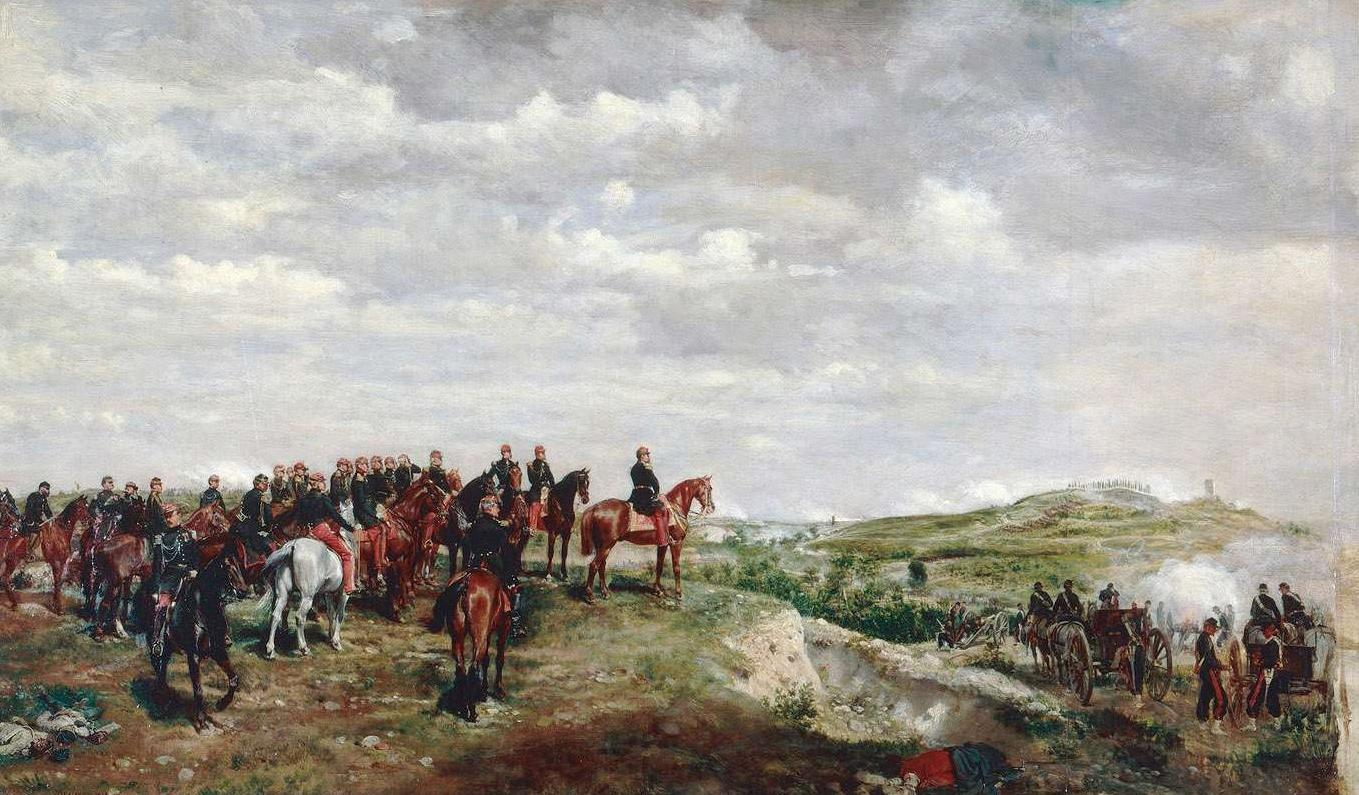
イタリア統一戦争、ソルフェリーノの戦い(1859)

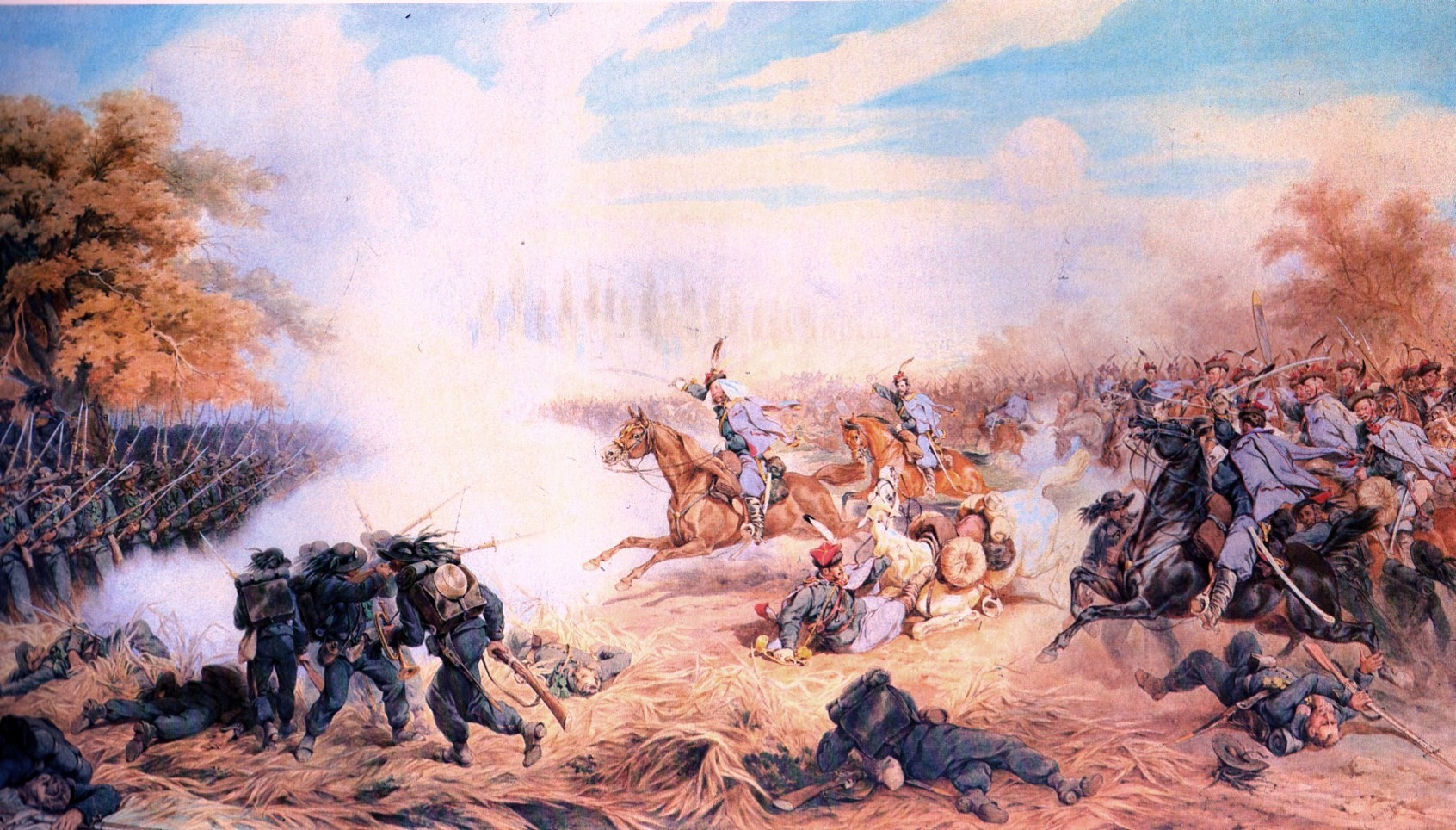
普墺戦争、クストーツァの戦い(1866)

- 79年 - 前日に死去したローマ皇帝ウェスパシアヌスの息子ティトゥスがローマ皇帝に即位。
- 109年 - 古代ローマ、第13代皇帝トラヤヌスがトライアーナ水道を完成させる。
- 1333年（元弘3年/正慶2年5月12日） - 久米川の戦い。新田義貞軍が武蔵国久米川で鎌倉幕府の軍勢を破る。
- 1340年 - スロイスの海戦。英海軍が仏海軍を破り、ドーバー海峡の制海権を握る。
- 1348年 - イングランドのドーセット地方にペストが上陸。
- 1401年（応永8年5月13日） - 日明貿易: 足利義満が最初の遣明使を派遣。
- 1497年 - ジョン・カボットがヴァイキング以降ヨーロッパ人で初めて北アメリカ大陸に到達。
- 1509年 - イングランド王ヘンリー8世が戴冠。
- 1534年 - ジャック・カルティエがヨーロッパ人として初めてプリンス・エドワード島を発見。
- 1535年 - ミュンスターの反乱: 再洗礼派の都市ミュンスターが帝国諸侯軍により陥落。
- 1571年 - ミゲル・ロペス・デ・レガスピがマニラに市役所を設置。
- 1605年（慶長10年5月8日） - 織田秀信が高野山から追放される。
- 1597年 - 東インドへの航海に向かったオランダ船がジャワ島のバンテン（英語版）に到達。
- 1662年 - オランダがマカオの獲得に失敗する。
- 1664年 - ニュージャージー植民地設立。
- 1779年 - アメリカ独立戦争: ジブラルタル包囲戦が始まる。
- 1793年 - フランス革命: フランスで共和政初となる1793年憲法（ジャコバン憲法）が採択される。
- 1813年 - 米英戦争: ビーバー・ダムズの戦い。
- 1821年 - ベネズエラ独立戦争: カラボボの戦い (1821年)（英語版）。シモン・ボリバル率いる革命軍がスペイン軍に勝利し、ベネズエラ独立が決定。
- 1839年（天保10年5月14日） - 蛮社の獄。渡辺崋山や高野長英らが逮捕される。
- 1859年 - イタリア統一戦争: ソルフェリーノの戦い。アンリ・デュナンが戦場の惨状に衝撃を受け、後の赤十字活動につながる。
- 1866年 - 普墺戦争: クストーツァの戦い。
- 1880年 - 後にカナダの国歌となる『オー・カナダ』が初めて歌われる。
- 1894年 - 国際オリンピック委員会（IOC）がオリンピックの開催周期を4年とすることに決定。
- 1894年 - フランス大統領マリー・フランソワ・サディ・カルノーが暗殺される。
- 1910年 - 日本政府が韓国の警察権を剥奪。
- 1913年 - 第二次バルカン戦争: ギリシャとセルビアがブルガリアとの同盟を破棄。
- 1922年 - ドイツ外相のヴァルター・ラーテナウが極右テロ組織により暗殺される。
- 1922年 - アメリカのプロフットボールリーグ American Professional Football Association (APFA) が National Football Leagueに名称を変更[1]。
- 1927年 - 新潟県にある大河津分水路の可動堰が決壊。新潟市など信濃川下流一帯が数年間にわたり水不足に陥る。
- 1932年 - シャム（現在のタイ）で人民党及び軍部による立憲革命。
- 1939年 - 第3代首相プレーク・ピブーンソンクラームにより、サヤーム（シャム）からタイに国号を変更。
- 1940年 - フランスとイタリアが休戦協定を締結。
- 1941年 - ナチス・ドイツ軍がビルニュス、ブレスト＝リトフスク、カウナスを占領。
- 1942年 - ナチス・ドイツがラインハルト・ハイドリヒ暗殺の報復としてチェコのレジャーキで住民を虐殺。
- 1945年 - ソビエト連邦モスクワの赤の広場で大祖国戦争戦勝記念パレードが開催される。
- 1947年 - ケネス・アーノルド事件: アメリカの実業家ケネス・アーノルドが自家用機を操縦中に空飛ぶ円盤を目撃。
- 1948年 - ベルリン封鎖始まる。ソ連が西ベルリンへの通行を禁止。
- 1949年 - アメリカNBCテレビで、初のテレビ西部劇『ホパロング・キャシディ』が放送開始。
- 1949年 - 改正優生保護法公布[2]。人工妊娠中絶の対象範囲が拡大された[3]。
- 1950年 - 第4回サッカー・FIFAワールドカップ開催。
- 1952年 - 吹田事件・枚方事件。
- 1954年 - 日本がアジア極東経済委員会（ECAFE〈Economic Commission for Asia and the Far East〉、現在のアジア太平洋経済社会委員会〈ESCAP〉）に加盟[4]。
- 1963年 - ザンジバルの自主政府がイギリスにより承認される。
- 1982年 - ブリティッシュ・エアウェイズ9便エンジン故障事故。
- 1983年 - PLO議長ヤーセル・アラファートがダマスカスから追放される。
- 1989年 - 美空ひばり特発性間質性肺炎の悪化による呼吸不全併発のため死去。
- 1991年 - 株式会社アスキー設立。
- 1992年 - イスラエル総選挙で15年ぶりに左派勢力圧勝。
- 1994年 - フェアチャイルド空軍基地でアメリカ空軍のB-52が墜落。搭乗者4名全員が死亡した[5]。
- 1997年 - 冒険家・大場満郎が北極海単独徒歩横断に世界で初めて成功した。
- 2001年 - 京福電気鉄道越前本線列車衝突事故が発生。
- 2016年 - 前日に行われたイギリスの欧州連合離脱是非を問う国民投票で、欧州連合 (EU) 離脱支持票が過半数を上回り、デーヴィッド・キャメロン首相が辞意を表明[6]。
- 2019年 - スイスのローザンヌで開催された第134次IOC総会にて、2026年冬季オリンピックの開催地がイタリアのミラノとコルティナ・ダンペッツォに決定[7]。

## 誕生日

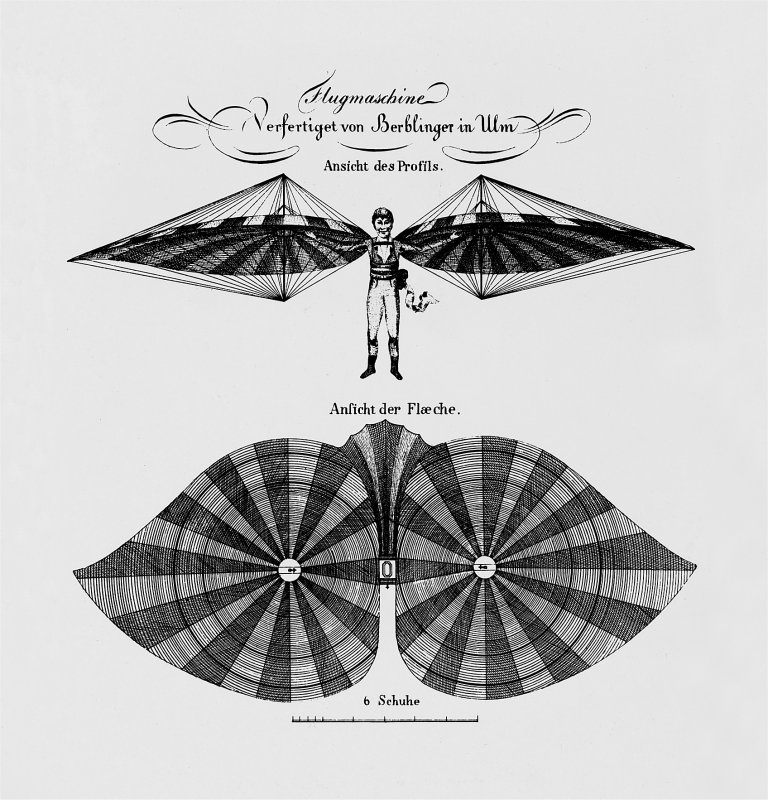
発明家アルプレヒト・ベルブリンガー(1770-1829)誕生。画像は、ベルブリンガー自筆のハンググライダー構造図。

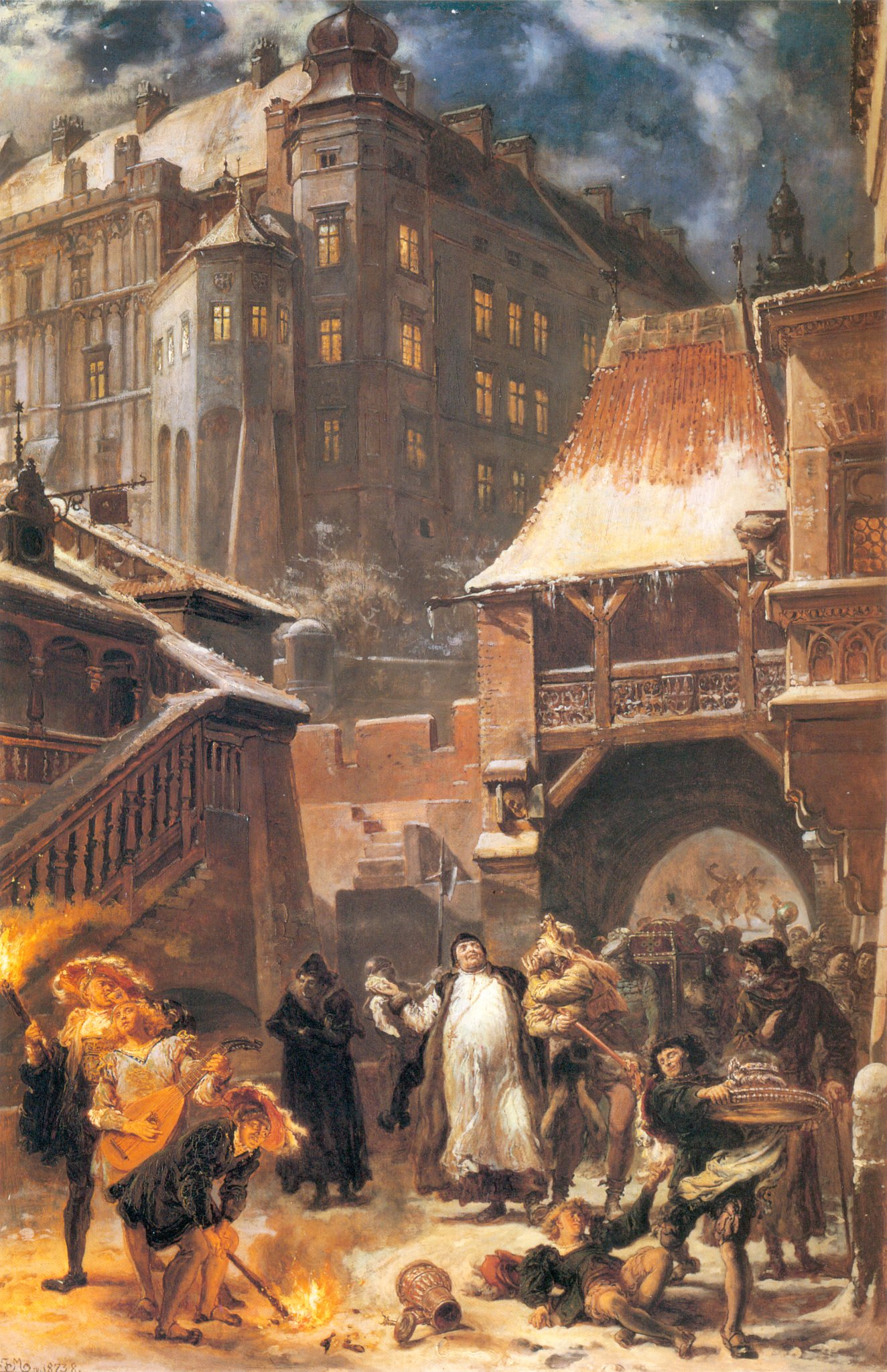
歴史画家ヤン・マテイコ(1838-1893)誕生。画像は『スタンチクとガムラト』(1873-78)。

作家アンブローズ・ビアス(1842-没年不詳)誕生。

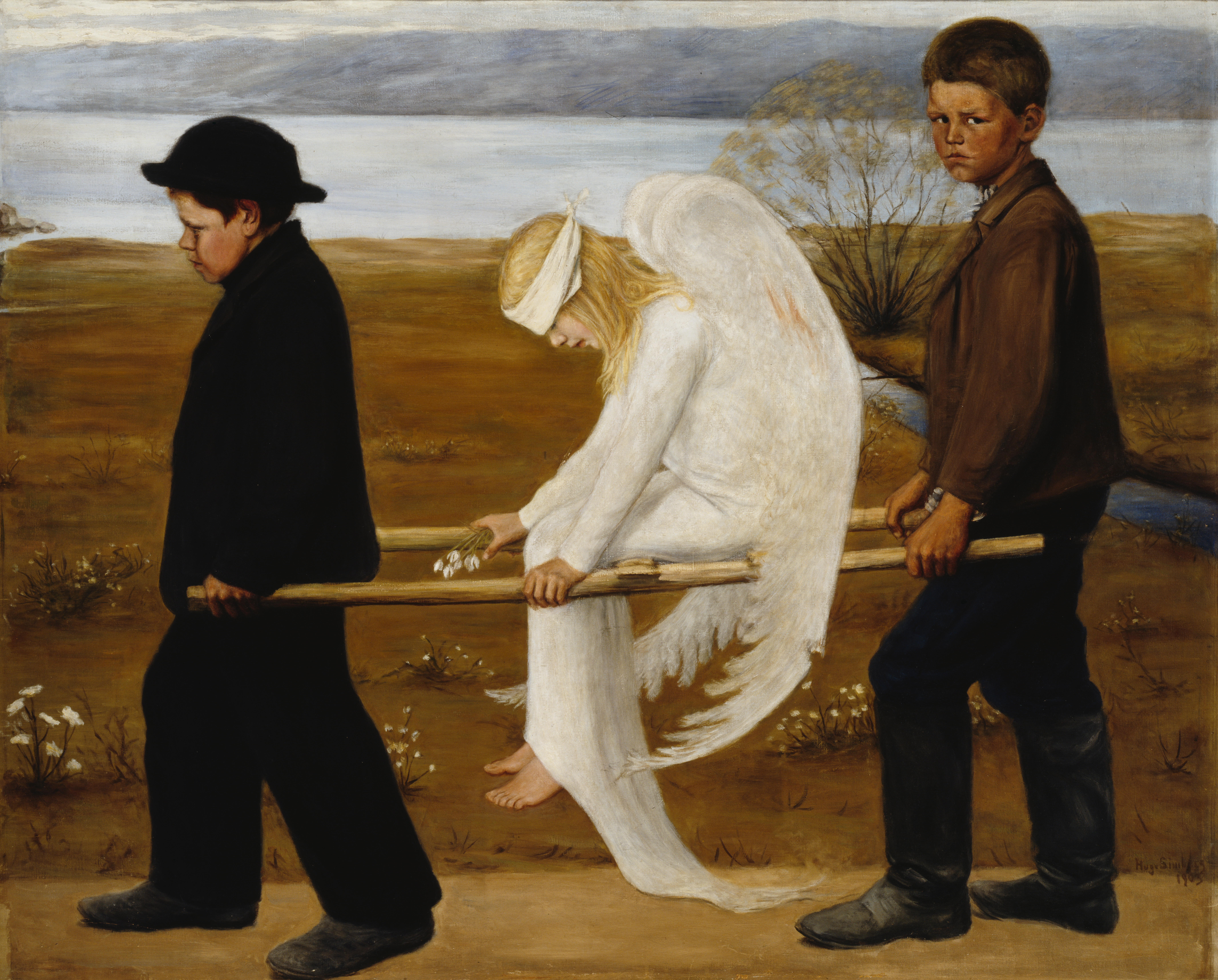
象徴主義の画家ヒューゴ・シンベリ(1873-1917)誕生。画像は『傷ついた天使』(1903)。

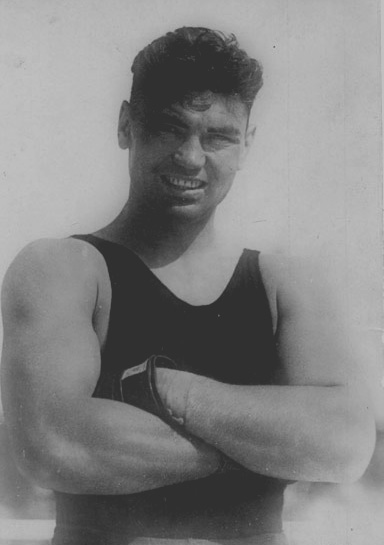
ボクサー「マナッサの巨人殺し」ジャック・デンプシー(1895-1983)誕生。

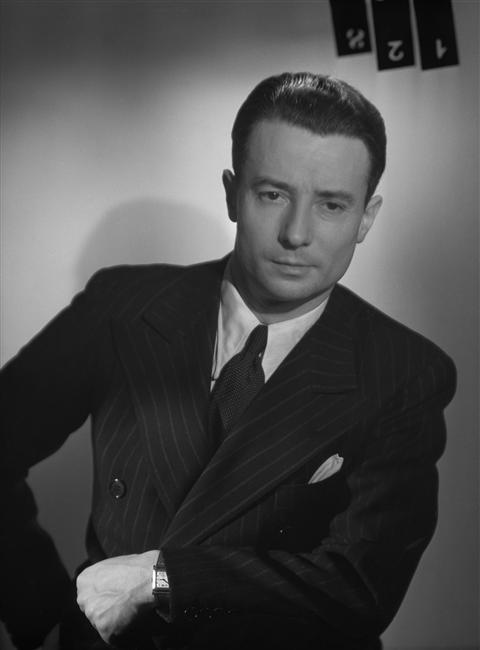
チェロ奏者ピエール・フルニエ(1906-1986)誕生。

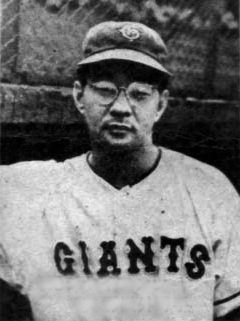
プロ野球選手与那嶺要(1925-2011)誕生。アメリカ人選手として唯一日本の野球殿堂入りを果たした。

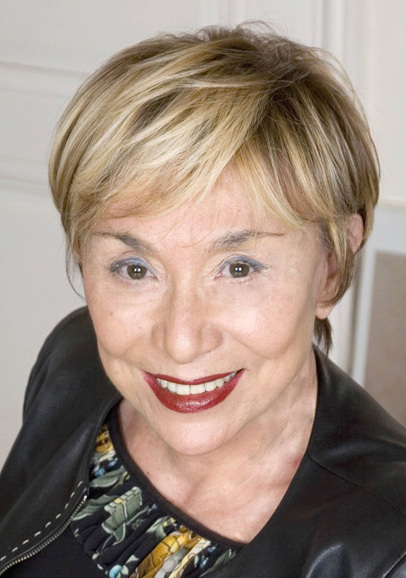
文学理論家ジュリア・クリステヴァ(1941-)誕生。

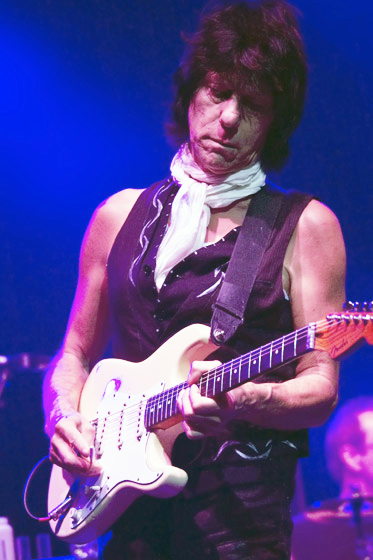
ギタリストジェフ・ベック(1944-2023)誕生。

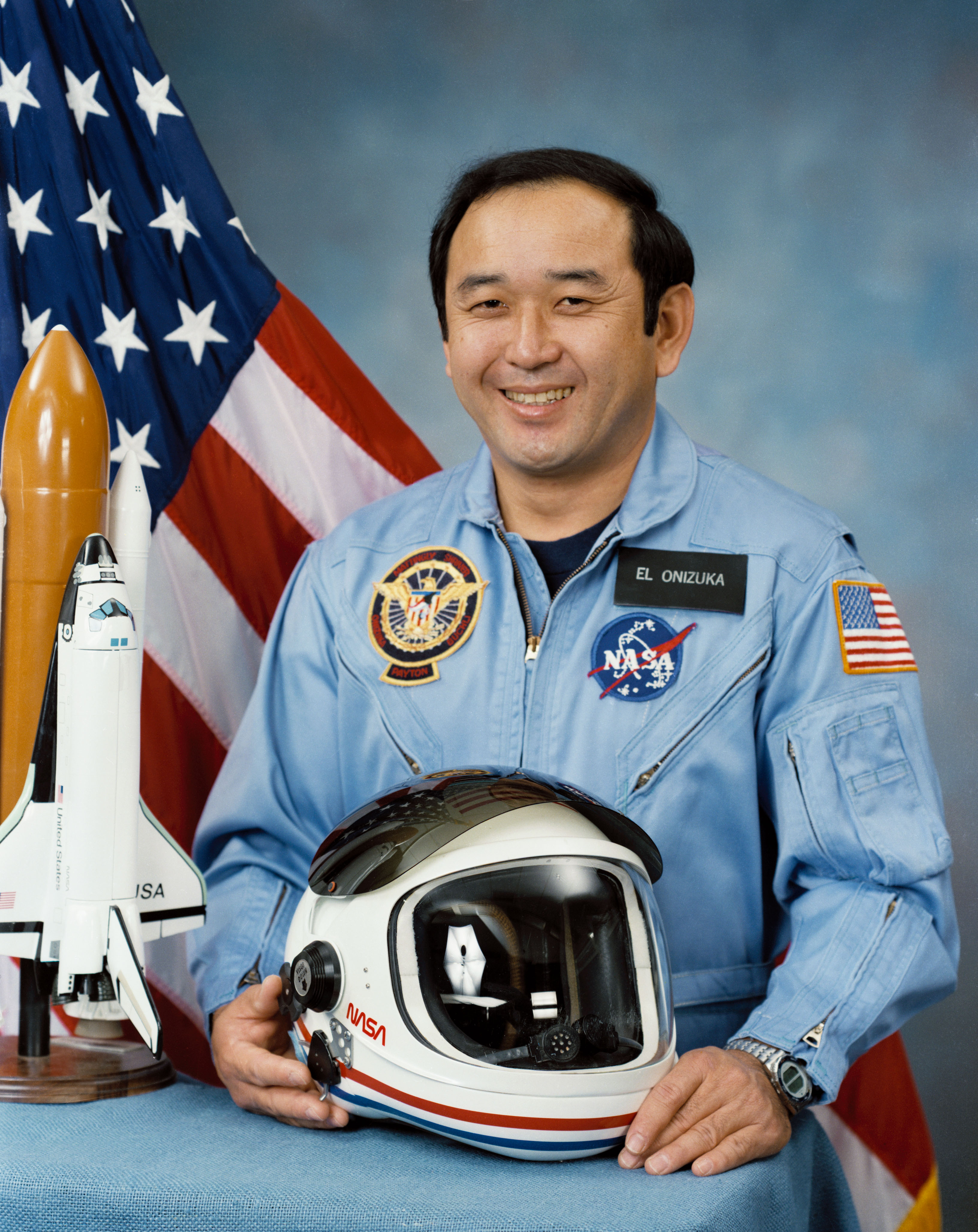
日系人初の宇宙飛行士エリソン・オニヅカ(1946-1986)誕生。

- 1519年 - テオドール・ド・ベーズ、神学者（+ 1605年）
- 1599年（慶長4年5月2日）- 近衛信尋、江戸時代初期の公卿（+ 1649年）
- 1664年 - フランソワ・プルフール・デュ・プチ、解剖学者、医者（+ 1741年）
- 1750年 - デオダ・ドゥ・ドロミュー、地質学者、鉱物学者（+ 1801年）
- 1770年 - アルプレヒト・ベルブリンガー、仕立て屋、発明家、飛行者（+ 1829年）
- 1777年 - ジョン・ロス、探検家（+ 1856年）
- 1783年 - ヨハン・ハインリヒ・フォン・チューネン、経済学者（+ 1850年）
- 1793年（寛政5年5月16日） - 山内豊興、第11代土佐藩主（+ 1809年）
- 1795年 - エルンスト・ヴェーバー、生理学者、解剖学者（+ 1878年）
- 1802年（享和2年5月25日） - 伊達千広、紀州藩士、国学者（+ 1877年）
- 1832年（天保3年5月26日） - 中村正直、啓蒙思想家（+ 1891年）
- 1838年 - ヤン・マテイコ、画家（+ 1893年）
- 1840年 - ルイ・ブラッサン、ピアニスト、作曲家（+ 1884年）
- 1842年 - アンブローズ・ビアス、作家（+ 没年不詳）
- 1850年（嘉永3年5月15日） - 馬場辰猪、自由民権運動の政論家（+ 1888年）
- 1867年（慶應3年5月22日） - 三井高堅、実業家、元三井呉服店社長・三井物産社長・三井銀行社長（+ 1945年）
- 1873年 - ヒューゴ・シンベリ、画家（+ 1917年）
- 1874年 - 本因坊秀哉、囲碁棋士（+ 1940年）
- 1878年 - 木見金治郎、将棋棋士（+ 1951年）
- 1880年 - オズワルド・ヴェブレン、数学者（+ 1960年）
- 1883年 - ジャン・メッツァンジェ、画家（+ 1956年）
- 1890年 - 三上英夫、官僚、実業家（+1982年）
- 1895年 - ジャック・デンプシー、プロボクサー（+ 1983年）
- 1900年 - 井口海仙、茶道家、元淡交社社長（+ 1982年）
- 1904年 - フィル・ハリス（英語版）、歌手（+ 1995年）
- 1904年 - 谷口吉郎、建築家（+ 1979年）
- 1906年 - ピエール・フルニエ、チェロ奏者（+ 1986年）
- 1907年 - 靉光、洋画家（+ 1946年）
- 1909年 - 秋田貞夫、出版実業家、秋田書店創立者（+ 1996年）
- 1910年 - 千葉泰樹、映画監督（+ 1985年）
- 1911年 - ファン・マヌエル・ファンジオ、F1レーサー（+ 1995年）
- 1913年 - 永田武、地球化学者（+ 1991年）
- 1915年 - バスター・アダムズ、野球選手（+ 1990年）
- 1919年 - 中村覚之助、調教師（+ 2009年）
- 1920年 - 谷川寛三、官僚、政治家、第47代科学技術庁長官（+ 2015年）
- 1921年 - 橋口倫介、西洋史学者、元上智大学学長、上智大学名誉教授（+ 2002年）
- 1925年 - 与那嶺要、元プロ野球選手、監督（+ 2011年）
- 1925年 - 鴇田正憲、元サッカー選手（+ 2004年）
- 1925年 - 筒井敬三、元プロ野球選手（+ 1959年）
- 1927年 - 清元榮三郎、三味線奏者、三味線音楽作曲家（+ 2002年）
- 1930年 - 香川秀光、元プロ野球選手
- 1930年 - クロード・シャブロル、映画監督（+ 2010年）
- 1930年 - 鈴木敏哉、数学者（+ 1991年）
- 1933年 - 捧賢一、実業家、コメリ創業者（+ 2018年）
- 1938年 - 上田卓三、政治家（+ 2005年）
- 1937年 - 今泉喜一郎、元プロ野球選手
- 1939年 - 中村健之介、ロシア文学研究者、北海道大学名誉教授（+ 2022年）
- 1940年 - 野崎靖博、ジャーナリスト
- 1940年 - 加賀美幸子、アナウンサー
- 1940年 - ヴィットリオ・ストラーロ、映画カメラマン
- 1940年 - 倉島今朝徳、元プロ野球選手（+ 2013年）
- 1941年 - ジュリア・クリステヴァ、文学理論家、著述家、哲学者、精神分析家
- 1942年 - 赤岡功、経営学者、京都大学名誉教授
- 1943年 - 後藤竜二、児童文学作家（+ 2010年）
- 1943年 - 中井悦雄、元プロ野球選手（+ 1979年）
- 1944年 - ジェフ・ベック、ギタリスト（+ 2023年）
- 1944年 - 菅原功一、政治家、第13-15代旭川市長
- 1944年 - 藤本英男、元レスリング選手
- 1945年 - 西田健、俳優
- 1946年 - 成田憲彦、政治学者
- 1946年 - エリソン・オニヅカ、宇宙飛行士（+ 1986年）
- 1947年 - 上甲正典、高校野球指導者（+ 2014年）
- 1947年 - 川崎義通、元プロ野球選手
- 1948年 - 中条博、元プロ野球選手
- 1949年 - 三井三太郎、芸能リポーター、タレント
- 1950年 - ナンシー・アレン、女優
- 1950年 - 西浦秋夫、元プロ野球選手
- 1950年 - 大島郁将、元プロ野球選手
- 1952年 - パルト小石、マジシャン（+ 2021年）
- 1953年 - 康珍化、作詞家
- 1953年 - 出川克己、元調教師
- 1955年 - 藤岡貞明、元プロ野球選手
- 1955年 - 清滝信宏、経済学者
- 1956年 - ジョージ・ブコビッチ、元プロ野球選手
- 1958年 - 塩屋翼、声優
- 1958年 - タイニー・リスター・Jr.、俳優、プロレスラー（+ 2020年）
- 1958年 - 三遊亭洋楽、落語家（+ 2017年）
- 1959年 - エフゲーニ・ザラフィアンツ、ピアニスト
- 1960年 - 伊東潤、歴史小説作家、ノンフィクション作家
- 1960年 - 犬童一心、映画監督
- 1960年 - 岡野玲子、漫画家
- 1960年 - 神長英一、アマチュア野球指導者
- 1960年 - 篠田薫、声優
- 1961年 - 井上由美子、脚本家
- 1961年 - 清水圭、実業家、元タレント
- 1961年 - ナタリア・シャポシュニコワ、元体操選手
- 1961年 - レベッカ・ソルニット、女流作家
- 1961年 - カート・スミス、ミュージシャン（ティアーズ・フォー・フィアーズ)
- 1962年 - 六角精児、俳優
- 1963年 - バーバラ・アンダーヒル、フィギュアスケート選手
- 1963年 - 山原義人、漫画家
- 1964年 - 野々村真、タレント
- 1964年 - 高橋昭一、元政治家、メディアプランナー
- 1964年 - 陸奥北海勝昭、元大相撲関取
- 1965年 - 鈴木釉佳之、女優
- 1965年 - 八木亜希子、アナウンサー
- 1965年 - 椎名高志[8]、漫画家
- 1966年 - 山口重幸、元プロ野球選手
- 1966年 - エイドリアン・シェリー、女優、映画監督、脚本家（+ 2006年）
- 1967年 - くぼたまこと、漫画家
- 1968年 - 安井まみ子、アナウンサー
- 1969年 - 中井広恵、女流将棋棋士
- 1969年 - シセル、歌手
- 1970年 - 岩永哲哉、声優
- 1971年 - 野口寿浩、野球指導者、元プロ野球選手
- 1971年 - 中三川哲治、サッカー指導者、元サッカー選手
- 1972年 - ロビー・マキュアン、自転車プロロードレース選手
- 1973年 - お宮の松、俳優、元お笑い芸人
- 1973年 - トッド・ベッツ、元プロ野球選手
- 1973年 - ケビン・ホッジス、元プロ野球選手
- 1975年 - 春香、ファッションモデル
- 1975年 - 高橋冬樹、プロレスラー
- 1976年 - 大塚由美、DJ、ラジオパーソナリティ
- 1976年 - 高橋薫、元プロ野球選手
- 1976年 - 三遊亭歌橘 (3代目)、落語家
- 1978年 - 中村俊輔[9]、元サッカー選手
- 1978年 - フアン・ロマン・リケルメ、元サッカー選手
- 1978年 - ルイス・ガルシア、元サッカー選手
- 1978年 - エンプ・ヴオリネン、ギタリスト
- 1979年 - 住吉ちほ、女優
- 1979年 - 清水清人、元プロ野球選手
- 1980年 - 中山功太、お笑いタレント
- 1980年 - 向井航、チェリスト
- 1980年 - 恩田祐一、スキー選手
- 1980年 - ファン・デレオン、プロ野球選手
- 1981年 - 柴田恭平、元バレーボール選手
- 1982年 - 出口博之、ベーシスト
- 1982年 - 阿久津主税、将棋棋士
- 1982年 - 伊織、元グラビアアイドル
- 1982年 - 郭焱、卓球選手
- 1983年 - 秋山賢太、お笑いタレント（アキナ）
- 1983年 - 阿部哲也、サッカー・フットサル指導者、元選手
- 1983年 - ソフィア・ムラノビッチ、サーファー
- 1984年 - スチュアート・ブロード、クリケット選手
- 1984年 - J.J.レディック、元バスケットボール選手
- 1985年 - 浜口順子、タレント
- 1985年 - 瑛莉、タレント
- 1985年 - アユミカトリーナ、ファッションモデル
- 1985年 - 白川ゆきな、グラビアアイドル
- 1985年 - 斎藤宏介、ミュージシャン（UNISON SQUARE GARDEN）
- 1985年 - 狩野史長、アナウンサー
- 1985年 - 北神朋美、元タレント
- 1985年 - 高崎健太郎、元プロ野球選手
- 1985年 - 森倫太郎、元プロ野球選手
- 1986年 - 佐藤実絵子、タレント、元アイドル（元SKE48）
- 1986年 - 八田直樹、サッカー指導者、元サッカー選手
- 1986年 - 美邑弘海、元プロレスラー、元女優
- 1986年 - 松本啓二朗、元プロ野球選手
- 1986年 - ソランジュ 、歌手
- 1986年 - フィル・ヒューズ、元プロ野球選手
- 1987年 - 池田夏希、タレント
- 1987年 - LiSA、歌手
- 1987年 - 美ら海セイバー、プロレスラー
- 1987年 - 大橋基史、サッカー選手
- 1987年 - リオネル・メッシ、サッカー選手
- 1987年 - フアン・フランシスコ、プロ野球選手
- 1987年 - サム・フリーマン、プロ野球選手
- 1988年 - 緑川静香、タレント
- 1988年 - 森田優基、YouTuber、タレント
- 1988年 - 小池翔大、元プロ野球選手
- 1988年 - マイカ・リチャーズ、元サッカー選手
- 1988年 - ミチェレ・カントゥ、フィギュアスケート選手
- 1989年 - 安部友裕、元プロ野球選手
- 1989年 - 野村祐輔、元プロ野球選手
- 1989年 - 萬歳光恵、女優
- 1989年 - 高谷恵倫、女優、元アナウンサー
- 1989年 - 南條有香、ファッションモデル
- 1989年 - 三浦修、元サッカー選手
- 1990年 - 朝木智美、グラビアアイドル
- 1990年 - リヒャルト・スクタ＝パス、サッカー選手
- 1990年 - ケルヴィン・レールダム、サッカー選手
- 1991年 - 山口百恵、タレント
- 1991年 - 北原里英、女優（元NGT48）
- 1991年 - 桑原由気[10]、声優
- 1992年 - ダヴィド・アラバ、サッカー選手
- 1992年 - 石野由加莉、元プロレスラー
- 1992年 - 鮫島晃太、元サッカー選手
- 1992年 - 真山れみ、元女優
- 1993年 - 福田真依、元子役
- 1993年 - 田代直希、バスケットボール選手
- 1994年 - 村井隆一、スポーツクライマー、フリークライマー
- 1994年 - 遠藤ゆりか、元声優、元歌手
- 1995年 - 峯田大夢、声優
- 1995年 - 佐々木舞、女優
- 1995年 - 杉浦佑成、バスケットボール選手
- 1996年 - 多田修平、陸上競技選手
- 1996年 - 高橋汰地、ラグビー選手
- 1996年 - 山邊未夢[11]、歌手（東京女子流）
- 1996年 - 花岡なつみ、元歌手
- 1996年 - 茜紬うた、グラビアアイドル
- 1997年 - 小山ひな、アイドル（元神宿）
- 1997年 - 裂固、ラッパー
- 1997年 - 磯部裕次郎、プロアイスホッケー選手
- 1998年 - yami、コスプレイヤー
- 1999年 - 安田愛里、タレント、アイドル（元ラストアイドル）
- 1999年 - 紺野彩夏、タレント、ファッションモデル
- 1999年 - 飯田貴之、陸上選手
- 1999年 - ダルウィン・ヌニェス、サッカー選手
- 2000年 - アオイヤマダ、ダンサー、モデル
- 2000年 - 熊谷瑠衣、元子役
- 2000年 - 沼田翔平、プロ野球選手
- 2000年 - 宮﨑若菜、キックボクサー
- 2001年 - 栗原舞優、アイドル（虹のコンキスタドール、元AIS、元リルネード）
- 2002年 - 新嘉喜由芽、元女優
- 2002年 - ダルラン・ソウザ、バレーボール選手
- 2002年 - 山本歩夢、陸上競技選手
- 2003年 - 石川古都、女優（元FAVO♡）
- 2003年 - 阪口樂、プロ野球選手
- 2003年 - ソヌ、アイドル（ENHYPEN）
- 2004年 - 佐藤綺星、アイドル（AKB48）
- 2007年 - 藤咲碧羽、歌手、女優、タレント
- 2008年 - 鎌田美礼、女流棋士
- 2011年 - HIMARI、ヴァイオリニスト
- 生年不詳 - 鷄冠井美智子、声優
- 生年不詳 - 田中雅之、声優
- 生年不詳 - 那須文恵、声優
- 生年不詳 - 綿貫竜之介、声優
- 生年不詳 - 山名沢湖、漫画家

## 忌日

### 人物

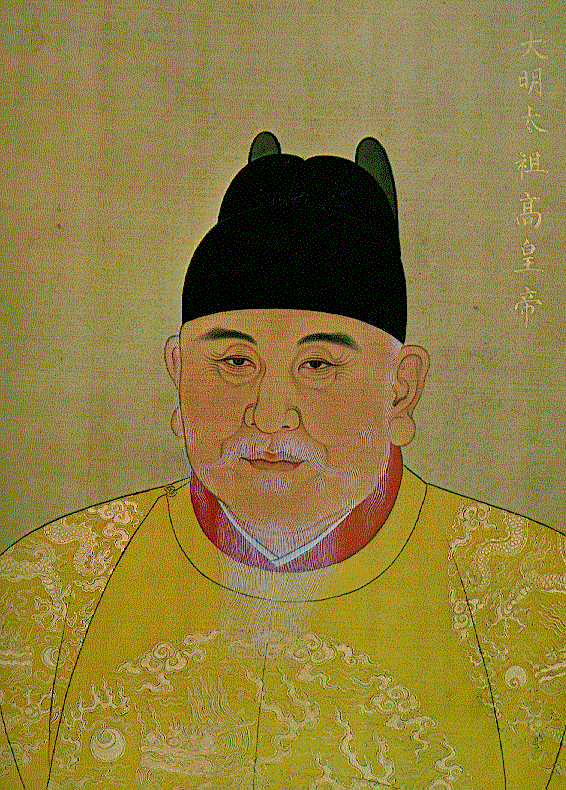
明の初代皇帝朱元璋(1328-1398)没。

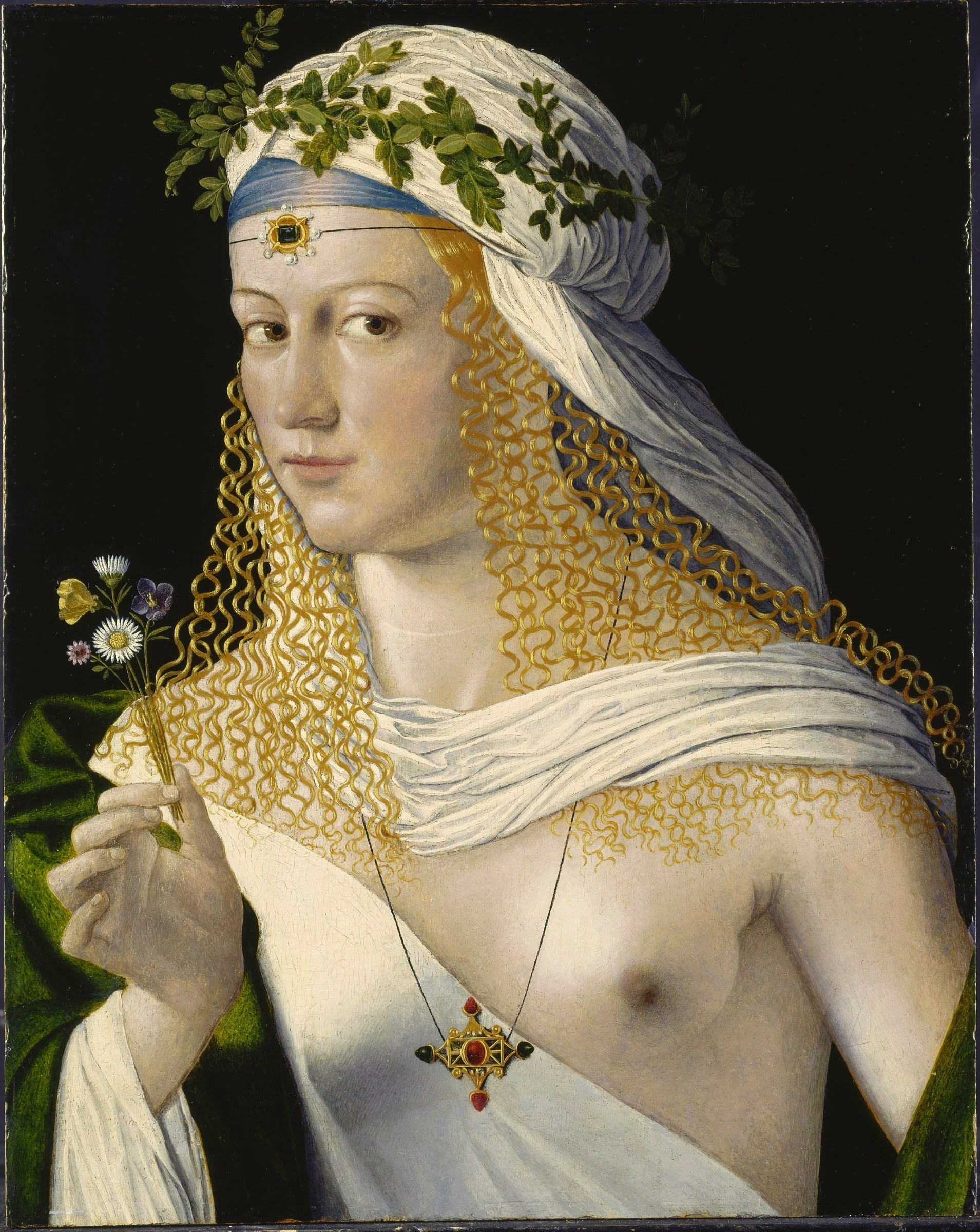
ローマ教皇アレクサンデル6世の庶子ルクレツィア・ボルジア(1480-1519)没。

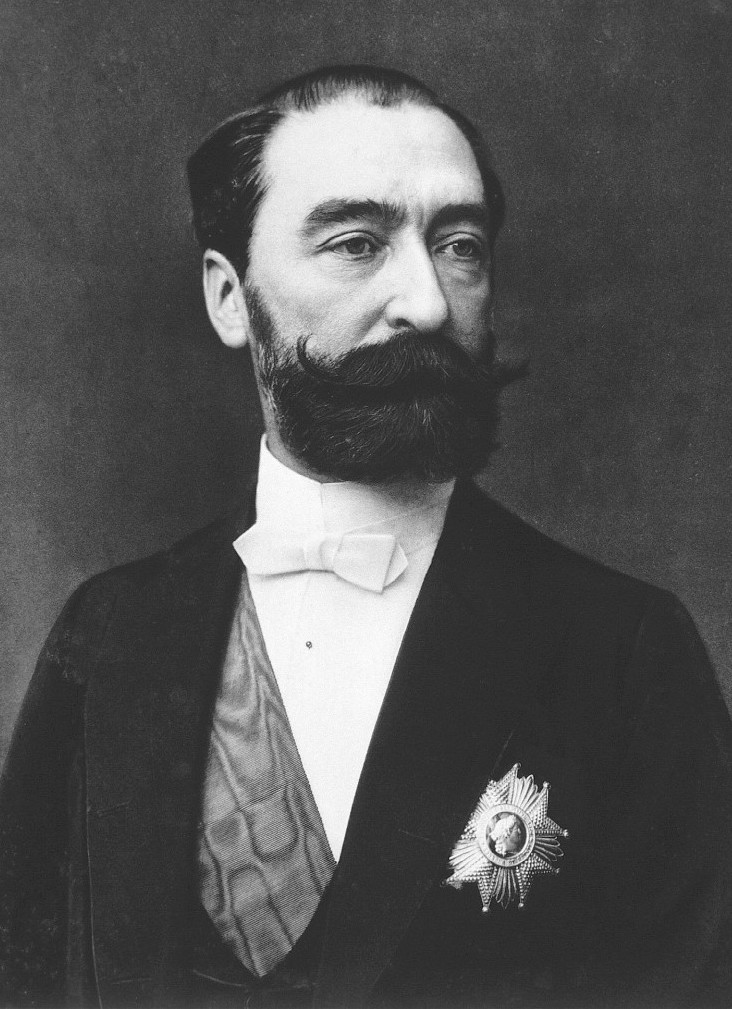
フランス第三共和政第4代大統領マリー・フランソワ・サディ・カルノー(1837-1894)暗殺。

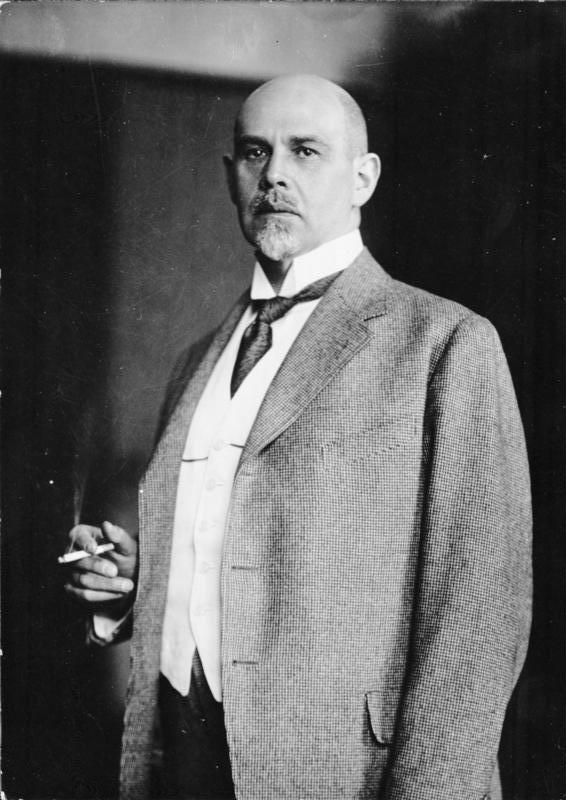
ドイツの実業家・政治家ヴァルター・ラーテナウ(1867-1922)暗殺。

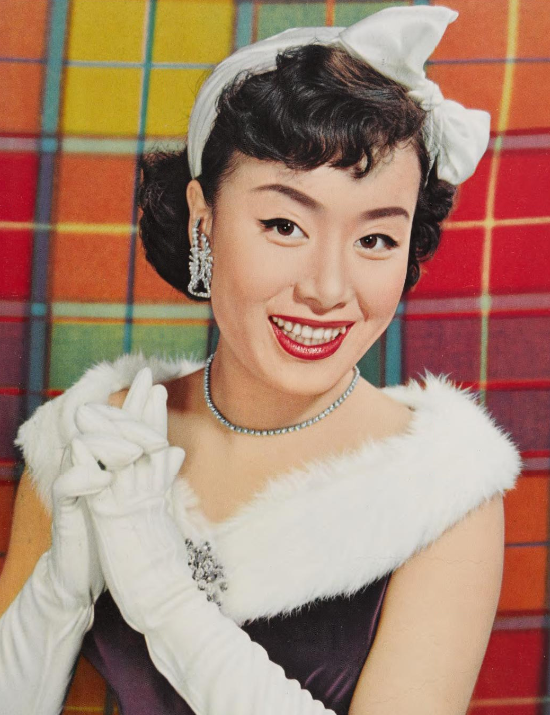
「昭和の歌姫」歌手美空ひばり(1937-1989)没。

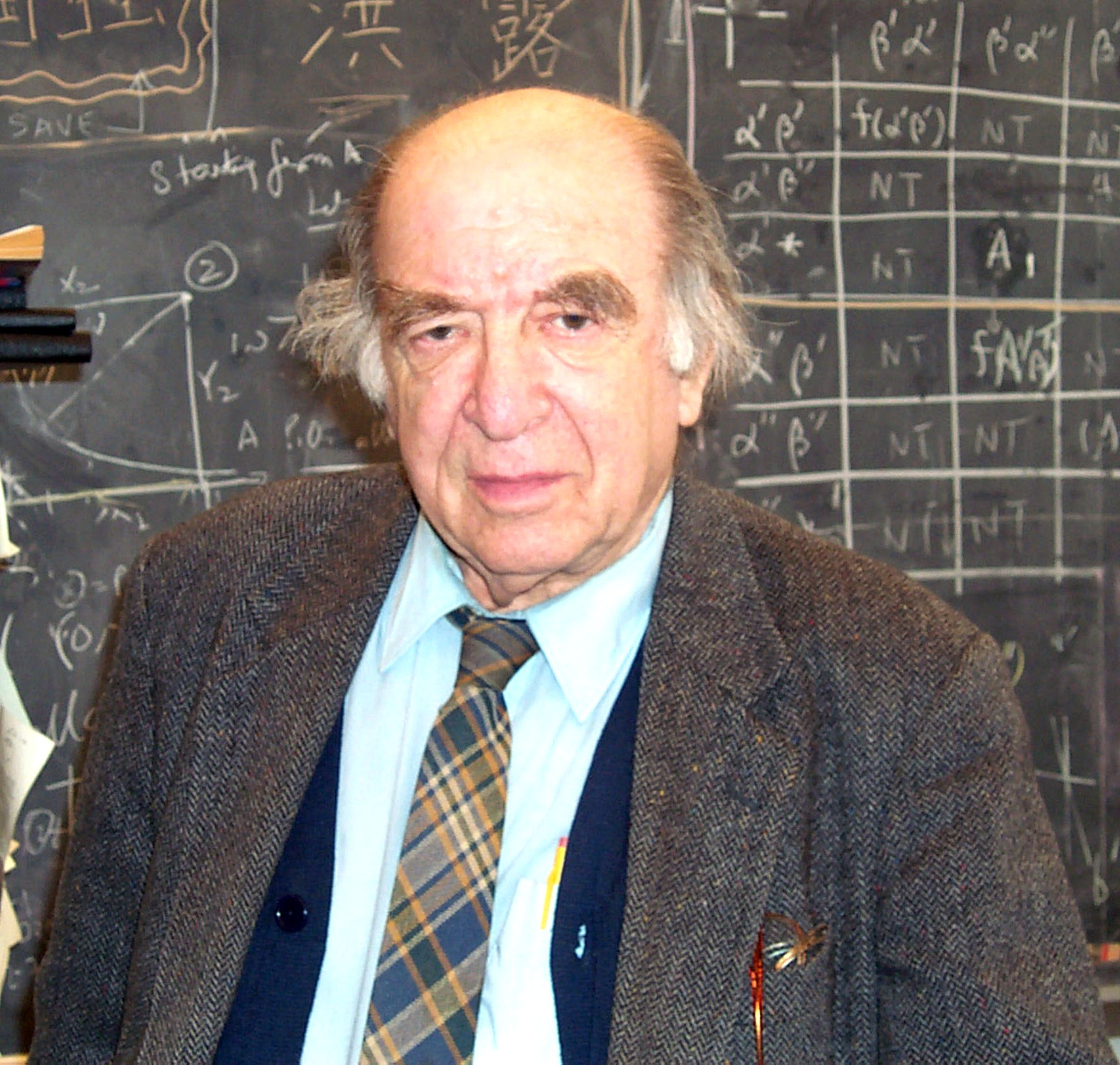
経済学者レオニード・ハーヴィッツ(1917-2008)没。

- 970年（天禄元年5月18日） - 藤原実頼、公卿、関白（* 900年）
- 1398年（洪武31年閏5月10日） - 朱元璋（洪武帝）、明の太祖（* 1328年）
- 1407年 - テオドロス1世パレオロゴス、モレアス専制公（* 1355年）
- 1519年 - ルクレツィア・ボルジア、ローマ教皇アレクサンデル6世の娘（* 1480年）
- 1520年（永正17年6月10日） - 細川澄元、武将（* 1489年）
- 1605年（慶長10年5月8日） - 織田秀信、織田信長の孫（* 1580年）
- 1615年（元和元年5月28日） - 片桐且元、賤ヶ岳の七本槍の1人（* 1556年）
- 1637年 - ニコラ＝クロード・ファブリ・ド・ペーレスク、天文学者（* 1580年）
- 1756年 - オロフ・セルシウス、植物学者、言語学者、ルーン文字研究者、神学者（* 1670年）
- 1798年 - マリア・クリスティーナ、ネーデルラント総督、テシェン女公（* 1742年）
- 1803年 - マシュー・ソーントン、アメリカ独立宣言署名者（* 1714年）
- 1815年 - チャールズ・リー、第3代アメリカ合衆国司法長官（* 1758年）
- 1817年 - トマス・マッキーン、連合会議議長、ペンシルベニア州知事（* 1734年）
- 1818年 - アレクサンドル・クラーキン、ロシア帝国の枢密顧問官（* 1752年）
- 1835年（天保6年5月29日） - 松平定通、第11代伊予松山藩主（* 1805年）
- 1850年（嘉永3年5月15日） - 谷文二、日本画家（* 1812年）
- 1860年 - ジェローム・ボナパルト、ヴェストファーレン王（* 1784年）
- 1875年 - アンリ・ラブルースト、建築家（* 1801年）
- 1880年 - ジュール・アントワーヌ・リサジュー、数学者、物理学者（* 1822年）
- 1882年 - ヨアヒム・ラフ、作曲家、ピアニスト（* 1822年）
- 1890年 - 日霑、僧侶（* 1817年）
- 1894年 - マリー・フランソワ・サディ・カルノー、フランス第三共和政第4代大統領（* 1837年）
- 1908年 - グロバー・クリーブランド、第22代・24代アメリカ合衆国大統領（* 1837年）
- 1922年 - ヴァルター・ラーテナウ、ドイツ外相（* 1867年）
- 1935年 - カルロス・ガルデル、タンゴ歌手（* 1890年?）
- 1940年 - 鈴木喜三郎、司法大臣、内務大臣（* 1867年）
- 1950年 - 松方幸次郎、実業家、川崎造船所初代社長（* 1866年）
- 1950年 - 松井房吉、実業家、松井商店（現在の松井証券）創業者（* 1871年）
- 1957年 - フランティセック・クプカ、画家（* 1871年）
- 1958年 - 三神吾朗、元プロ野球選手（* 1889年）
- 1966年 - 畑正吉、彫刻家（* 1882年）
- 1966年 - 長谷川繁雄、元プロ野球選手（* 1932年）
- 1969年 - 高野悦子、遺稿『二十歳の原点』で知られる立命館大生（* 1949年）
- 1976年 - イモージン・カニンガム、写真家（* 1883年）
- 1976年 - サミュエル・ドゥシュキン、ヴァイオリニスト（* 1891年）
- 1977年 - 森茂雄、元プロ野球選手（* 1906年）
- 1980年 - 早川徳次、早川電機工業（現シャープ）創業者（* 1893年）
- 1980年 - ボリス・カウフマン、撮影監督（* 1897年）
- 1982年 - フローレンス・アンリ、写真家（* 1893年）
- 1987年 - ジャッキー・グリーソン、俳優、コメディアン（* 1916年）
- 1989年 - 今井田勲、出版人、元装苑編集長（* 1915年）
- 1989年 - 美空ひばり、歌手（* 1937年）
- 1990年 - 濱野清吾、政治家、第33代法務大臣、第35代行政管理庁長官（* 1898年）
- 1991年 - 京山幸枝若 (初代)、浪曲師（* 1926年）
- 1993年 - 手銭弘喜、映画監督（* 1932年）
- 1997年 - ブライアン・キース、俳優（* 1921年）
- 1998年 - 田中精一、実業家、元中部電力社長（* 1911年）
- 1999年 - ジャック・マリン、磁気テープ録音技術者（* 1913年）
- 1999年 - 別所毅彦、プロ野球選手、監督（* 1922年）
- 1999年 - 村下孝蔵、歌手、シンガーソングライター（* 1953年）
- 2002年 - 四代目竹本越路大夫、文楽大夫（* 1914年）
- 2002年 - マイルス・フィッツアラン＝ハワード、陸軍軍人、政治家、貴族、第17代ノーフォーク公爵（* 1915年）
- 2002年 - 高橋康也、英文学者、翻訳家、東京大学名誉教授（* 1932年）
- 2003年 - 新村勝雄、政治家、元千葉県野田市長（* 1918年）
- 2003年 - 小島貞二、相撲・プロレス・演芸評論家、作詞家（* 1919年）
- 2003年 - 佐野肇、実業家、元中外製薬社長（* 1921年）
- 2003年 - 久保亘、政治家、第101代大蔵大臣（* 1929年）
- 2003年 - 名古屋章、俳優（* 1930年）
- 2003年 - 山根赤鬼、漫画家（* 1935年）
- 2004年 - 李在田、軍人（* 1926年）
- 2005年 - 潮錦義秋、元大相撲小結、年寄8代式秀（* 1924年）
- 2005年 - ハンス・カン、ピアニスト、作曲家、教育者（* 1927年）
- 2005年 - 宇都宮安重、作曲家、編曲家（* 1930年）
- 2006年 - 川合伸旺、俳優、声優（* 1932年）
- 2007年 - 桶谷顕、アニメーション脚本家（* 1959年）
- 2007年 - クリス・ベノワ、プロレスラー（* 1967年）
- 2008年 - 永田禎彌、画家（* 1916年）
- 2008年 - レオニード・ハーヴィッツ、経済学者、ノーベル経済学賞受賞者（* 1917年）
- 2008年 - 森清、政治家（* 1925年）
- 2008年 - 土本典昭、映像作家（* 1928年）
- 2008年 - 椋本彦之、グルメ杵屋創業者、元学校法人大阪初芝学園理事長（* 1935年）
- 2008年 - 邵華、写真家（* 1938年）
- 2009年 - 中西公、実業家、元JCB社長（* 1940年）
- 2010年 - エリース・ボールディング、社会学者（* 1920年）
- 2011年 - 山田譲、政治家（* 1924年）
- 2012年 - 永畑道子、女性史家、ノンフィクション作家（* 1930年）
- 2012年 - ミゲル・ロケ・ファレーロ、サッカー選手（* 1988年）
- 2013年 - エミリオ・コロンボ、政治家、外交官、元イタリア首相（* 1920年）
- 2013年 - ジャッキー・ファーゴ、プロレスラー（* 1928年）
- 2014年 - イーライ・ウォラック、俳優（* 1915年）
- 2014年 - 中山善衞、宗教家、天理教3代目真柱（* 1932年）
- 2014年 - デビッド・テイラー 、実業家、元欧州サッカー連盟事務局長、UEFAイベンツSA最高経営責任者（* 1954年）
- 2016年 - バーニー・ウォーレル、ミュージシャン（* 1944年）
- 2017年 - 松本成二、文芸評論家、元教師（* 1929年）
- 2017年 - 佐藤公彦、シンガーソングライター（* 1952年）
- 2017年 - 永射保、元プロ野球選手（* 1953年）
- 2018年 - 中沖豊、政治家、元富山県知事（* 1927年）
- 2018年 - スタンリー・アンダーソン、俳優（* 1939年）
- 2018年 - 三木善彦、臨床心理学者、大阪大学名誉教授（* 1941年）
- 2019年 - 松本善明、弁護士、政治家（* 1926年）
- 2019年 - ビリー・ドラゴ、俳優（* 1945年）
- 2019年 - 西渕光昭、水産学者、細菌学者、京都大学名誉教授（* 1954年）
- 2020年 - 西垣覚、銀行家、元東海銀行（現三菱UFJ銀行）頭取（* 1935年）
- 2021年 - 萱沼俊夫、政治家、元山梨県富士吉田市長（* 1935年）
- 2021年 - ベニグノ・アキノ3世、政治家、第15代フィリピン共和国大統領（* 1960年）
- 2022年 - 小田嶋隆、コラムニスト、テクニカルライター（* 1956年）
- 2023年 - ディーン・スミス、陸上競技選手、スタントマン、1952年ヘルシンキ五輪金メダリスト（* 1932年）
- 2023年 - 森本達幸、野球指導者、元奈良県立郡山高校野球部監督（* 1934年）
- 2023年 - ラシェル・ヤカール、ソプラノ歌手（* 1936年）
- 2024年 - 佐藤イサク、教育者、実業家、元佐鳴予備校理事長（* 1949年）

### 人物以外（動物など）
- 2012年 - ロンサム・ジョージ、純粋なピンタゾウガメの最後の生き残り

## 記念日・年中行事

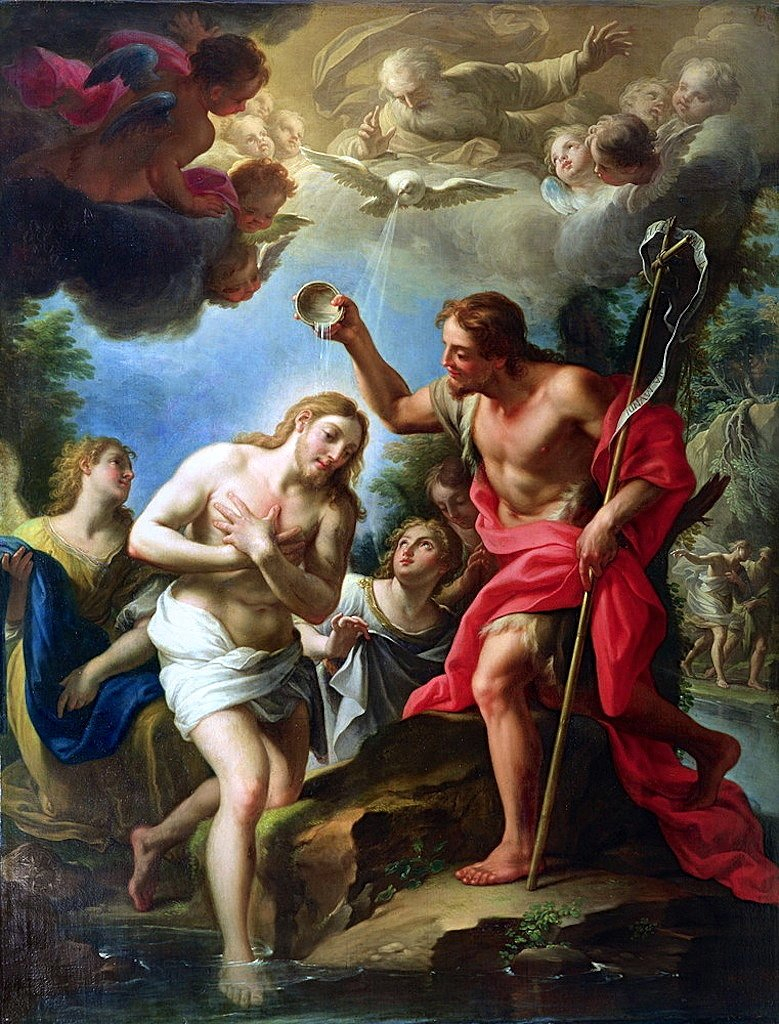
聖ヨハネ祭。画像はフランチェスコ・トレヴィザーニ画『キリストに洗礼を施すヨハネ』(1723)

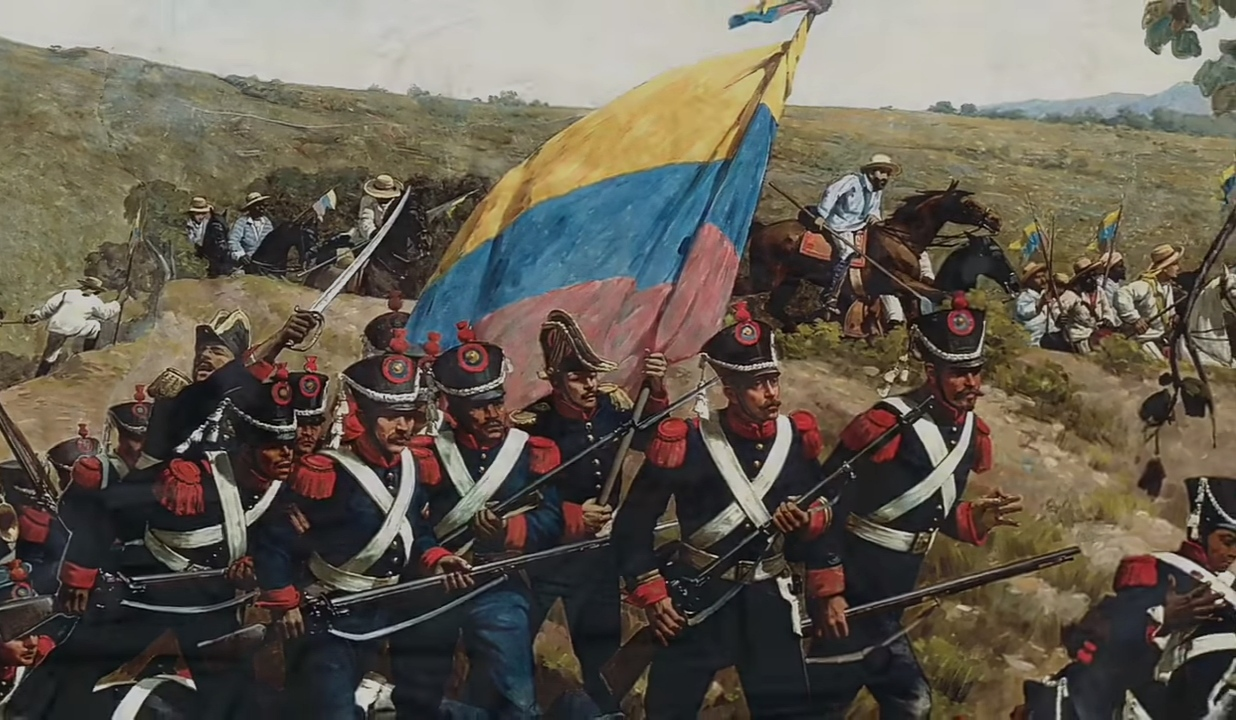
カラボボの戦い (1821年)で反乱軍がスペイン軍に勝利しベネズエラの独立が決定。

- 聖ヨハネ祭（キリスト教）
バプテスマのヨハネの生誕祭。ヨハネは祭司ザカリヤとエリサベツの子としてイエス･キリストより6ヵ月早く生まれ（ルカの福音書１：5～36）、キリストに洗礼を施した（マタイの福音書3：13～16）。そのため、クリスマスが12月25日に定められると、彼の誕生日は6月24日の夏至の日になった。
  - 聖ヨハネ祭（英語版） (Jaanipäev)（ エストニア）
  - 聖ヨハネ祭（英語版） (Jāņi)（ ラトビア）
  - 聖ヨハネ祭（ リトアニア）
- 革命記念日（ タイ）
1932年のこの日の立憲革命を記念。
- カラボボ戦勝記念日（ ベネズエラ）
1821年のこの日、ベネズエラ独立戦争・カラボボの戦い (1821年)（英語版）でシモン・ボリバル率いる反乱軍がスペイン軍に勝利し、ベネズエラ独立が決定した。
- ドレミの日
1024年のこの日、イタリアの修道士グイード・ダレッツォが「ドレミファソラシ」を利用した階名唱法を考案した。
- 空飛ぶ円盤記念日・UFO記念日（ 世界）
1947年のこの日、アメリカの実業家ケネス・アーノルドがワシントン州レーニア山付近で強い閃光を目撃（ケネス・アーノルド事件）。これが初のUFOの目撃談とされている。
  - UFOキャッチャーの日（ 日本）
1985年から発売されているクレーンゲーム機「UFOキャッチャー」を国内外の多くの人に楽しんでもらおうと製造者のセガ・インタラクティブが制定。日付は上記のUFO記念日から[12]。
- 林檎忌・麦の日（ 日本）
歌手美空ひばりの忌日。ヒット曲「リンゴ追分」から「林檎忌」、「ひばり」という名前にちなみ、麦畑が鳥のヒバリの住処となることが多いことから「麦の日」と呼ばれている。
- 五月雨忌（ 日本）
歌手村下孝蔵の忌日。ヒット曲「初恋」の歌詞と、五月雨（梅雨）の時期であることから「五月雨忌」と呼ばれる。
- 伊雑宮 御田植祭（ 日本）
三重県志摩市の伊雑宮に隣接する御神田で執り行われる御田植祭。毎年この日に行われ、「磯部の御神田（いそべのおみた）」の名で国の重要無形民俗文化財に登録されており、日本三大田植祭の一つとされている[13]。